# Coonoor
Coonoor là một thành phố và khu đô thị của quận The Nilgiris thuộc bang Tamil Nadu, Ấn Độ.

## Địa lý
Coonoor có vị trí 11°21′B 76°49′Đ / 11,35°B 76,82°Đ Nó có độ cao trung bình là 1502 mét (4927 feet).

## Nhân khẩu
Theo điều tra dân số năm 2001 của Ấn Độ, Coonoor có dân số 50.079 người. Phái nam chiếm 49% tổng số dân và phái nữ chiếm 51%. Coonoor có tỷ lệ 82% biết đọc biết viết, cao hơn tỷ lệ trung bình toàn quốc là 59,5%: tỷ lệ cho phái nam là 86%, và tỷ lệ cho phái nữ là 78%. Tại Coonoor, 9% dân số nhỏ hơn 6 tuổi.